# Saint-Raymond
Saint-Raymond es una ciudad de la provincia de Quebec, Canadá. Está ubicada en el condado regional de Portneuf y a su vez, en la región administrativa de la Capitale-Nationale. Hace parte de las circunscripciones electorales de Portneuf a nivel provincial y de Portneuf a nivel federal.

## Geografía
Saint-Raymond se encuentra ubicada en las coordenadas 46°54′00″N 71°50′00″O / 46.90000, -71.83333. Según Statistics Canada, tiene una superficie total de 670,75 km² y es una de las 1135 municipalidades en las que está dividido administrativamente el territorio de la provincia de Quebec.

## Demografía
Según el censo de 2011, había 9615 personas residiendo en esta ciudad con una densidad poblacional de 14,3 hab./km². Los datos del censo mostraron que de las 9273 personas censadas en 2006, en 2011 hubo un aumento poblacional de 342 habitantes (3,7%). El número total de inmuebles particulares resultó de 5059 con una densidad de 7,54 inmuebles por km². El número total de viviendas particulares que se encontraban ocupadas por residentes habituales fue de 4134.